# フィリップ・ストーン
フィリップ・ストーン（Philip Stone, 本名：Philip Stones、1924年4月14日 - 2003年6月15日）は、イングランドの俳優。

## 来歴
リーズ出身。地元リーズの演劇学校で学ぶ。第二次世界大戦中の1943年、空軍に入隊、戦後に除隊して、1947年にロンドンに行き、舞台に立つ。1960年代からテレビドラマを中心に出演を始める。映画ではスタンリー・キューブリック監督作品3作に出演し、1980年の『シャイニング』の幽霊役で知られた。
2003年6月15日、79歳で死去。

## 主な出演作品
- おしゃれ(秘)探偵 The Avengers (1961) テレビドラマ
- コロネーション・ストリート Coronation Street (1961 - 1965) テレビドラマ
- 宇宙から来た女 Unearthly Stranger (1964)
- 007 サンダーボール作戦 Thunderball (1965) クレジットなし
- 荒鷲の要塞 Where Eagles Dare (1968) クレジットなし
- ポンペイ殺人事件 Fragment of Fear (1970)
- 愛を求めて Quest for Love (1971)
- 時計じかけのオレンジ A Clockwork Orange (1971)
- オー!ラッキーマン O Lucky Man! (1973)
- アドルフ・ヒトラー 最後の10日間 Hitler: The Last Ten Days (1973)
- バリー・リンドン Barry Lyndon (1975)
- さすらいの航海 Voyage of the Damned (1976)
- ダブル・シークレット・エージェント/世界を揺るがせたスパイたち Philby, Burgess and Maclean (1978) テレビ映画
- 恐怖の魔力/メドゥーサ・タッチ The Medusa Touch (1978)
- 指輪物語 The Lord of the Rings (1978) アニメ映画、声の出演
- 失われた航海 S.O.S. Titanic (1979) テレビ映画
- シャイニング The Shining (1980)
- フラッシュ・ゴードン Flash Gordon (1980)
- エメラルド大作戦 Green Ice (1981)
- オペラ座の怪人 The Phantom of the Opera (1983)
- インディ・ジョーンズ/魔宮の伝説 Indiana Jones and the Temple of Doom (1984)
- フィービー・ケイツの レース Lace (1984) テレビミニシリーズ
- ジェニーズ・ウォー Jenny's War (1985) テレビドラマ
- フィービー・ケイツの レース II Lace II (1985) テレビミニシリーズ
- ある作家と死 Shadowlands (1985) テレビ映画
- ハーレム Harem (1986) テレビ映画
- ベイビー・オブ・マコン The Baby of Mâcon (1993)
- 十戒 Moses (1995) テレビ映画